# Gregg Barnett
Gregg Barnett est un scénariste, concepteur et producteur de jeux vidéo. Il est principalement connu pour le jeu Ghost Master et les jeux vidéo basés sur la franchise Discworld.

## Biographie
Gregg Barnett étudie les sciences informatiques à l'Université de Melbourne lorsqu'il répond à une offre d'emploi dans le journal en 1982, il obtient le poste grâce à une démo d'un jeu de conduite automobile sur lequel il travaillait en parallèle. Avec Melbourne House, il développe la franchise Hungry Horace, avant de travailler sur l'adaptation du Hobbit sur Commodore 64. Il a ensuite participé à la réalisation du premier beat'em up sur ordinateur personnel nommé Way of The Exploding Fist avant de continuer sur quelques titres Commodore et des adaptations principalement sur NES et SNES.
À son arrivée au Royaume-Uni en 1992 il participe à la création de Perfect Entertainment, où il développe notamment la franchise Disc-World. En 1999, il créer Sick Puppies, division d'Empire Interactive, avec lequel il publie Ghost Master en 2003. À la fermeture du studio en 2004, il se lance en freelance en tant que consultant créatif jusqu'en 2013 où il reprend son rôle de directeur créatif au sein de Dhruva Interactive.
Entre 2018 et 2019, Gregg Barnett apparaît en tant que producteur pour Harmonious Productions puis pour Experential Productions entre 2019 et 2023. Pour ce dernier, il est également directeur du développement logiciel de 2021 à 2023. Depuis 2024, il est consultant pour Rocket Magic Studios.

## Ludographie

### Pour Melbourne House[4]
- 1983 : Hungry Horace
- 1983 : The Hobbit (version cassette)
- 1984 : Horace Goes Skiing
- 1985 : The Hobbit (version disque)
- 1985 : Rock'n Wrestle
- 1985 : Sherlock
- 1985 : The Way of the Exploding Fist
- 1986 : Fist II: The Legend Continues

### Pour Sick Puppies
- 2000 : Pipe Dreams 3D
- 2003 : Ghost Master

## Ouvrage
En 1984, Gregg Barnett est auteur du livre Commodore 64 Games Book 2 pour Melbourne House. Il vise à partager les concepts de la programmation informatique au grand public et s'accompagne d'une trentaine de jeux divers à coder soi-même sur Commodore 64. Le livre est réédité en 2022.